# シャトー＝ティエリ
シャトー＝ティエリ （フランス語: Château-Thierry）は、フランス、オー＝ド＝フランス地域圏、エーヌ県のコミューン。レジオン・ドヌール勲章を授けられているまれなコミューンのひとつである。

## 地理
マルヌ川谷の中にある。川床から丘の上にかけて高度に都市化がされている。コミューンの地形は山がちである。
コミューン北部は（地方区分上で）ピカルディー、西部はイル＝ド＝フランス、東はシャンパーニュと接する。現在は行政上ピカルディー地域圏に属するが、フランス革命まではシャンパーニュ地方に属した。実際にシャトー＝ティエリのたたずまいは、丘とブドウ畑の連なるシャンパーニュ地方のコミューンそのものである。マルヌ川谷は交通網の要所（パリ＝ストラスブール間の鉄道と高速道路が通過する）である。
シャトー＝ティエリ駅はトランジリアンのトランジリアン・パリ・エスト路線のターミナル駅である。加えて、TERヴァレ・ド・ラ・マルヌの路線駅でもある。エーヌ県南部とパリとを結ぶ路線が多くあり、県内有数の混雑する駅である。主要道はA4、D1などである。

## 由来
5世紀以降、オトムス（Otmus）と呼ばれていたのが最古の地名の記録である。オトムスとは、エーヌ県南部の地方であるオモワ地方（le Pays de l'Omois）に由来している。718年には城の周りにコミューンが成長し、シャトー＝ティエリの名が現れる前はカストルム・ティデリシ（Castrum Tiderici）またはカストルム・テオドリック（Castrum Theodoric）と呼ばれていた。1793年に始まる恐怖政治時代には、エガリテ＝シュル＝マルヌ（Égalité-sur-Marne）と改名させられていた。

## 歴史

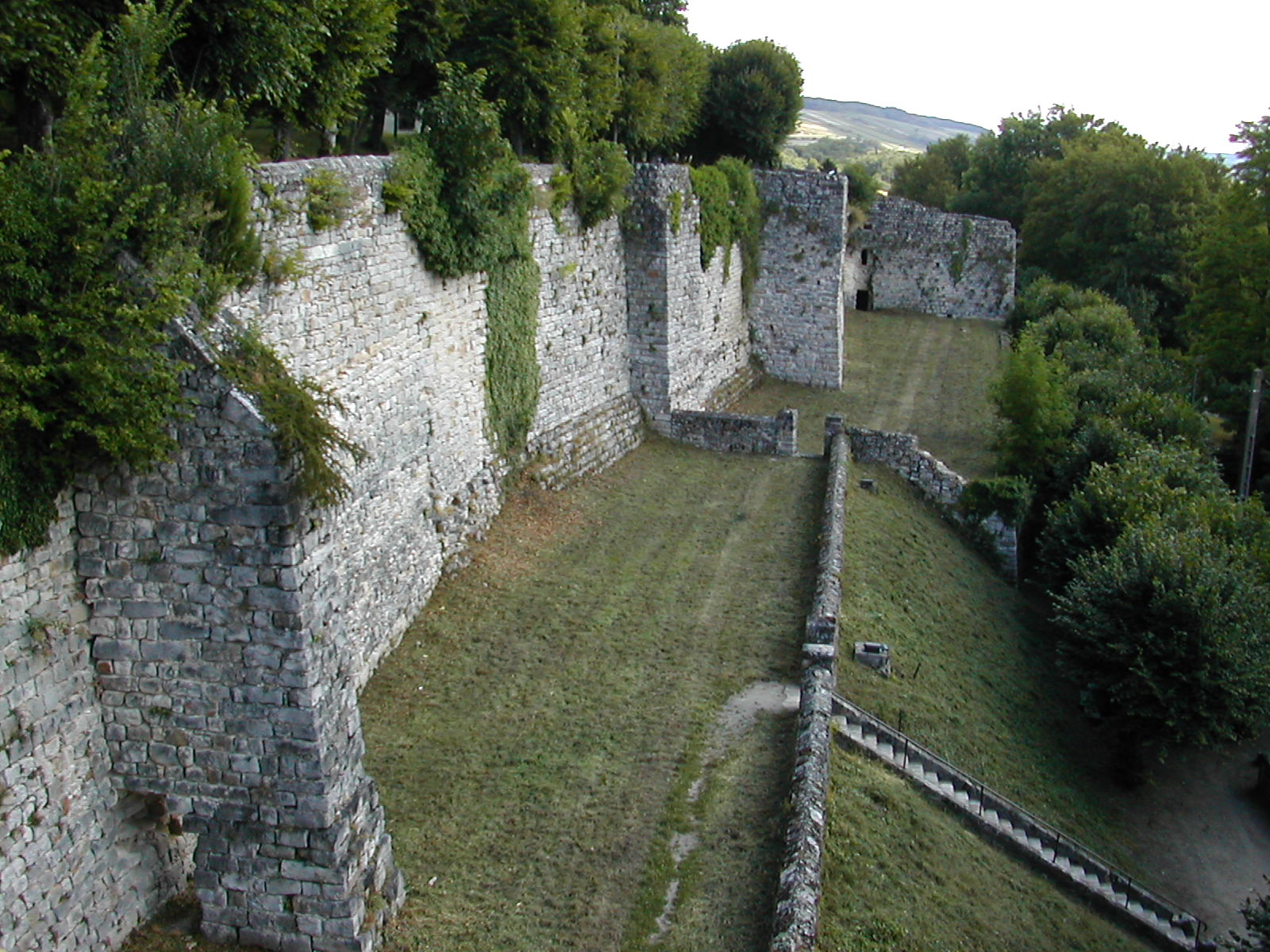
ティエリ城

文明化の最古の記録は、鉄器時代の墓の跡である。ローマ時代、マルヌ川やソワソン＝トロワ間の道路が横断する利点を生かして地方第2の町であった。
732年のトゥール・ポワティエ間の戦いでアラブ軍を退けたカール大帝は8世紀以降にシュヌー谷を見下ろす山地に定住した。彼はこの場所に宮殿や農場を建設した。721年には即に自分のものとなる城の建設をしようと思い立った。そこがブルンヒルド王妃によって修繕が行われたローマ街道の重要な位置であったからである。シェル修道院にいるダゴベルト3世の子で、ティエリと呼ばれる若い王子が見出された。即位後彼はテウデリク4世（ティエリ4世）と名乗った。若い王は王国の中枢を占める人々に疎まれ、要塞に閉じ込められた。これがコミューンの起源である。彼は737年に23歳で死去した。
877年、カール大帝の下でつくられたシャトー＝ティエリ伯領はルイ2世によってヴェルマンドワ伯エルベール2世に与えられた。シャトー＝ティエリは一時ラウール王に奪われるが、938年にエルベール2世が死ぬまで領有した。
10世紀半ばにトロワ伯がシャトー＝ティエリを軍事的要所として適用し、彼の子孫が11世紀終わりまで領有した。12世紀にシャトー＝ティエリ一帯がシャンパーニュ伯領となった。ティボー4世伯はマルヌ川の流れを戻した上でコミューンを城壁で覆い、サン＝ジャック砦を築いて防衛の柱とした。ルイ7世に対して起こした戦争によってシャトー＝ティエリ周囲は王軍に荒らされ荒廃した。
ティボー6世がシャトー＝ティエリに邸宅を構えていたにもかかわらず、コミューンの憲章が授けられたのは1231年である。
1304年にフランス王妃ジャンヌ・ド・ナヴァールが建設させたシャトー＝ティエリ病院は、現在も病院として機能している。
1544年、シャルル5世が略奪を行った。フランス革命まで、シャンパーニュ地方に属した。
シャトー＝ティエリは、第一次世界大戦中の1918年にアメリカとドイツが交戦した地で、前線が置かれた。第二次世界大戦中の1940年にもフランス遠征の舞台となった。

## 統計
シャトー＝ティエリの人口は相対的に高齢者が多く、全人口の約22%を占めている。

## みどころ

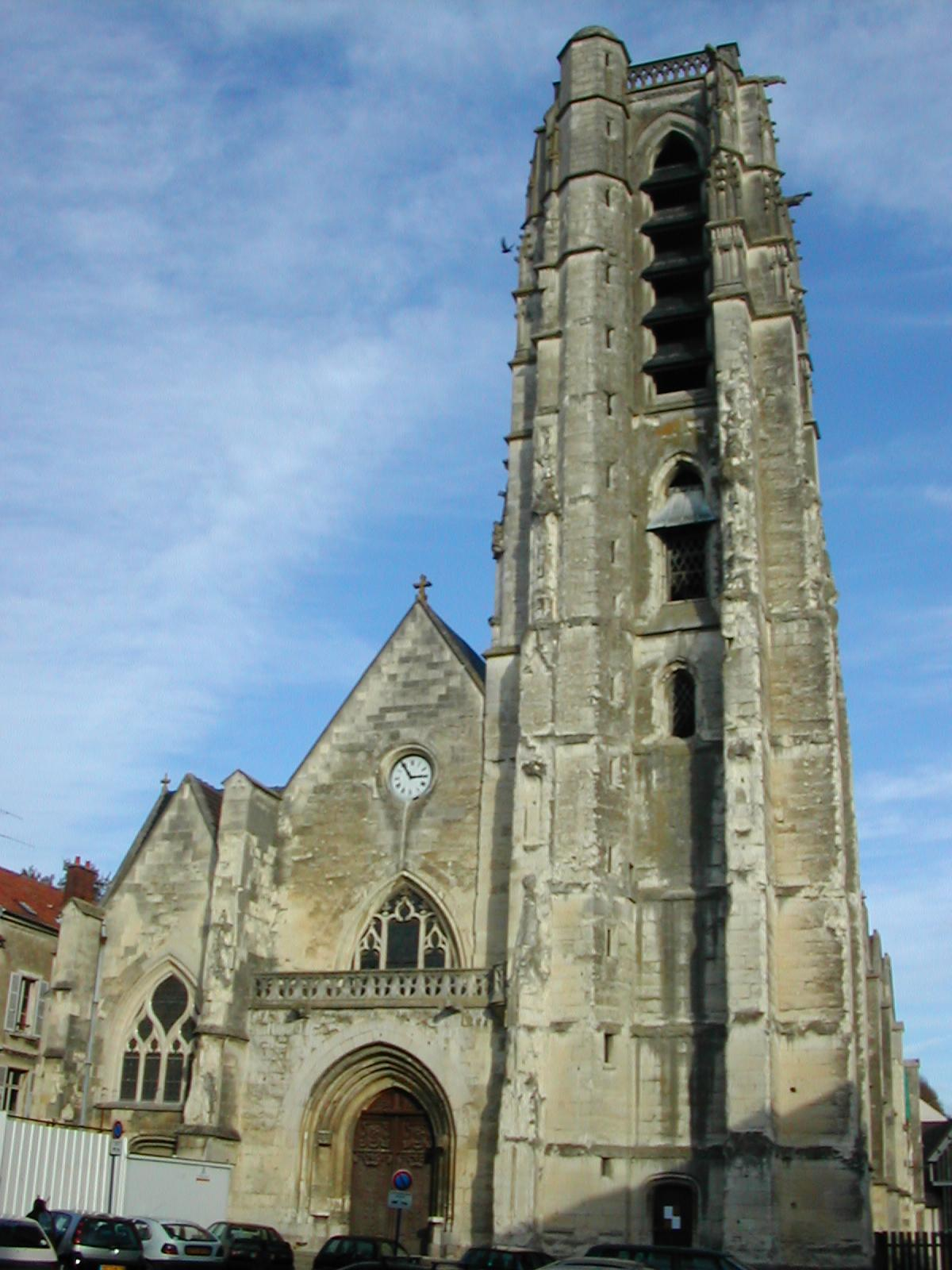
サン＝クレパン教会
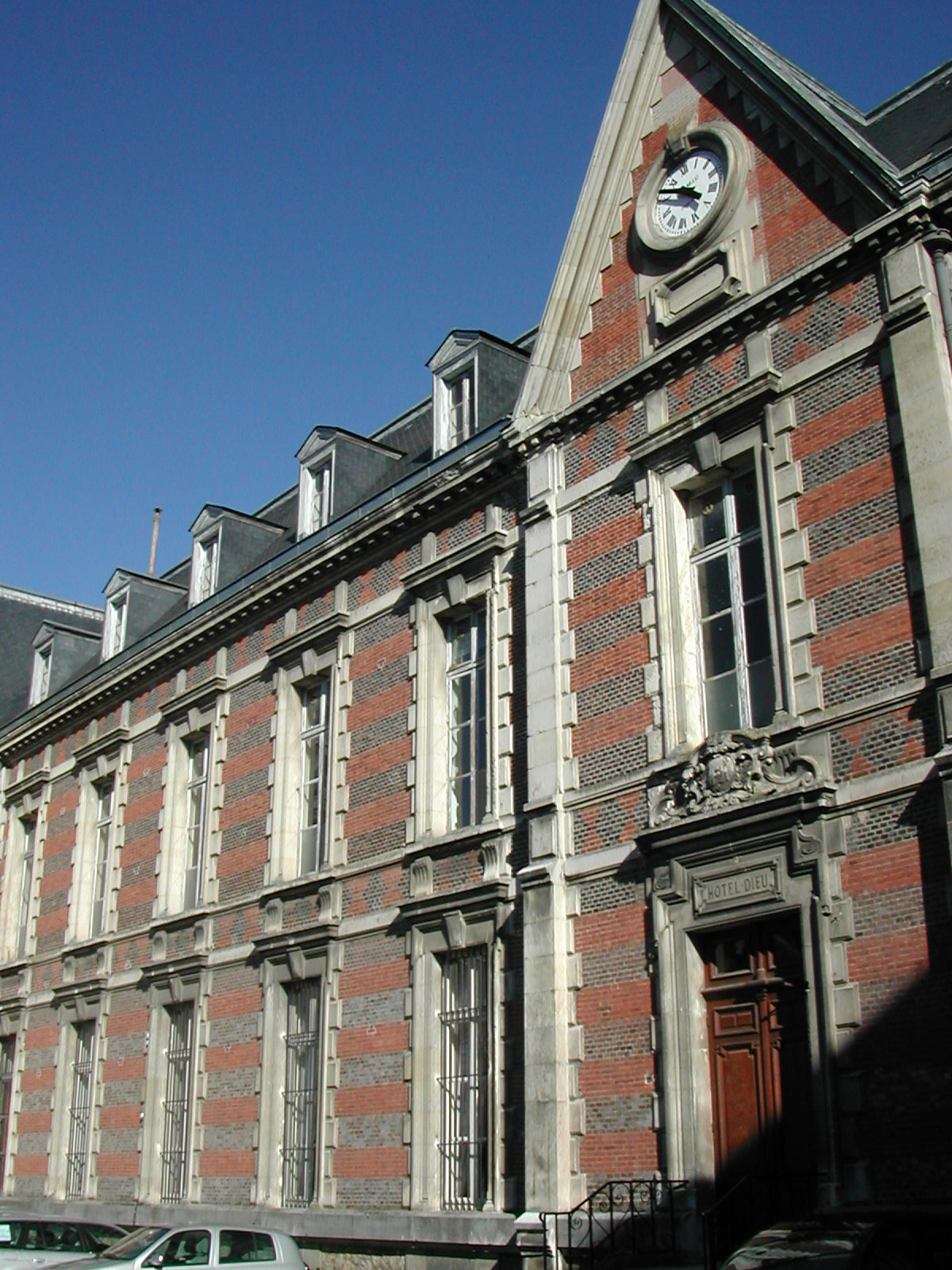
旧シャトー＝ティエリ病院のファサード
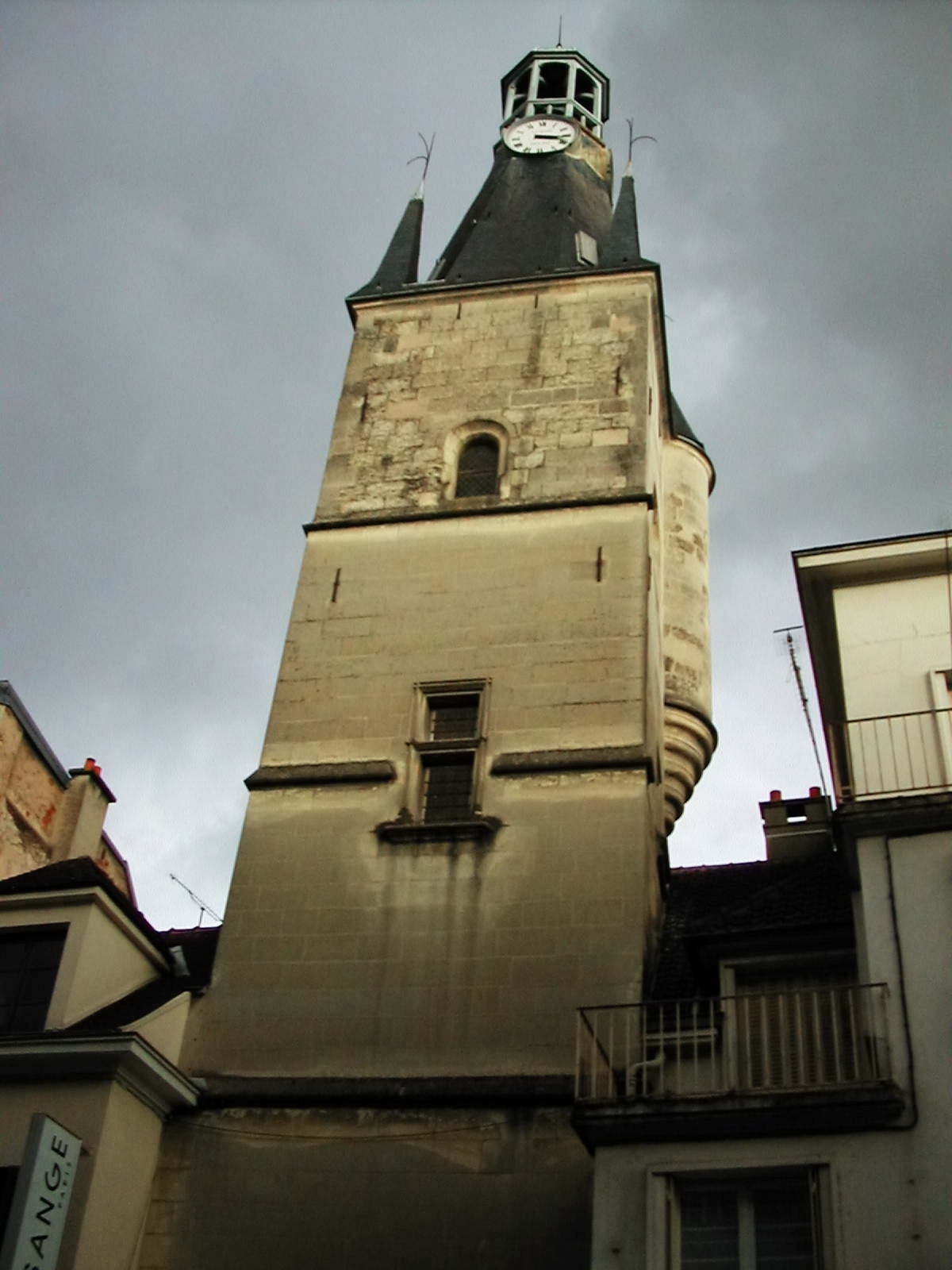
ボラン塔

## 姉妹都市
- ペスネック、ドイツ
- アリアルトス、ギリシャ
- ウンタールス、ドイツ
- シスナディエ、ルーマニア
- モスバッハ、ドイツ
- キニャミ、ルワンダ
- グリブフ、ポーランド
- アンボヒットロロマヒツィ、マダガスカル